# Karl Eibl (Militär)

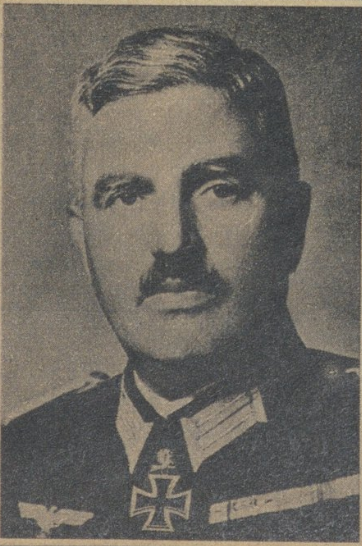
Oberst Karl Eibl

Karl Franz Eibl (* 23. Juli 1891 in Goisern; † 21. Januar 1943 bei Stalingrad) war ein österreichisch-deutscher Offizier, zuletzt General der Infanterie und Befehlshaber mehrerer Verbände im Ersten und Zweiten Weltkrieg.

## Leben

### Ausbildung und Erster Weltkrieg
Eibl wurde im Bahnhofsgebäude Steg (heute: Steeg-Gosau) in der Ortschaft Au der Gemeinde Goisern als Sohn eines Eisenbahnbeamten geboren, entschied sich schon vor dem Beginn des Ersten Weltkriegs für den Offiziersberuf und besuchte die Theresianische Militärakademie in Wiener Neustadt. Im Ersten Weltkrieg war Eibl als Leutnant im Landwehrregiment 21 eingesetzt und wurde 1915 zum Oberleutnant befördert. Er war als Kompaniekommandant an der Ostfront und an der Südfront eingesetzt.

### Österreichisches Bundesheer
Nach dem Krieg und dem Zusammenbruch des Kaiserreichs wurde er ins neue österreichische Bundesheer übernommen und als Hauptmann in das Infanterie-Regiment 6 versetzt. Hier wurde er am 25. September 1928 zum Major befördert.

### Zweiter Weltkrieg

#### Überfall auf Polen
Beim Anschluss Österreichs wurde er 1938 als Major in die deutsche Wehrmacht übernommen. Hier wurde er als Ausbilder an der Infanterieschule Bruckneudorf eingesetzt. Anfang 1939 wurde der zum Oberstleutnant beförderte Karl Eibl Kommandeur eines Bataillons im Infanterie-Regiment 131, welches der nur aus Österreichern zusammengesetzten 44. Infanterie-Division unterstand und beim Überfall auf Polen bei Krakau und Lemberg eingesetzt wurde. Für den Einsatz erhielt er beide Klassen des Eisernen Kreuzes.

#### Westfronteinsatz
Es folgte Anfang 1940 die Verlegung der 44. Infanterie-Division an die Westfront, war erfolgreich in Nordfrankreich tätig und ging dann Richtung Anneau südlich von Paris ab.
Im Westfeldzug wurde Eibl in das Infanterie-Regiment 132, Schwesterregiment des Infanterie-Regiment 131 in der gleichen 44. Infanterie-Division, versetzt, dessen Kommandeur er im Juni 1940 wurde. Mit seinem Regiment gelang ihm unter Zurückdrängung einer französischen Brigade die Eroberung des strategisch wichtigen Ortes Chuignolles im Département Somme, wofür er am 15. August 1940 als einer der ersten Regimentskommandeure mit dem Ritterkreuz des Eisernen Kreuzes ausgezeichnet wurde. Am 1. Februar 1941 erfolgte seine Beförderung zum Oberst.

#### Ostfronteinsatz
Nach kurzem Aufenthalt im besetzten Frankreich wurde seine Einheit in die Slowakei versetzt, um am Angriff auf die Sowjetunion teilzunehmen. Für seine Leistungen bei Schitomir und Uman wurde er am 31. Dezember 1941 mit dem Eichenlaub zum Ritterkreuz ausgezeichnet.
Am 8. Januar 1942 übernahm Eibl das Kommando über die vor kurzem neu gebildete, noch unerfahrene 385. Infanterie-Division. Am 1. Februar 1942 wurde er zum Generalmajor befördert. Mit seinem Verband nahm Eibl an den Kämpfen am Don und bei Woronesch teil. Die Division war im Rahmen der 6. Armee unter General Friedrich Paulus bei der Schlacht um Stalingrad nordwestlich der Stadt eingesetzt, wo sein Verband bei den Abwehrkämpfen schwere Verluste erlitt. Für seine Leistungen erhielt Eibl am 19. Dezember 1942 als 21. Soldat der Wehrmacht die Schwerter zum Eichenlaub. Nach Generalfeldmarschall Erwin Rommel war er der zweite Soldat des Heeres, der diese Auszeichnung erhielt. Gleichzeitig wurde er zum Generalleutnant ernannt.
Am 20. Januar 1943 wurde Eibl nach dem Suizid von Generalleutnant Arno Jahr mit der Führung des XXIV. Panzerkorps nordwestlich von Stalingrad betraut. Sowjetische Truppen der Woronescher Front, die bereits am 13. Januar die Operation Ostrogoschsk-Rossosch begonnen hatten, durchbrachen bei Nikolajewka die deutschen Linien und schlossen die Gebirgsjägerdivisionen des italienischen Alpini-Korps ein (die 8. Armee, zu der das Korps gehört hatte, war bereits während der Operation Saturn weitgehend vernichtet worden).
Am Folgetag machte Eibl eine Erkundungsfahrt an die Front, bei der er im dichten Schneesturm auf Angehörige einer verbündeten italienischen Einheit traf. Diese glaubten sowjetische Soldaten vor sich und eröffneten das Feuer auf die deutsche Kolonne. In dem kurzen Gefecht wurde Eibl durch die Splitterwirkung einer Handgranatenexplosion schwer am linken Bein verwundet. Die Notamputation des zerfetzten Oberschenkels überlebte er aufgrund des hohen Blutverlustes nur um wenige Stunden.
Postum wurde Eibl am 1. März 1943 mit Wirkung vom 1. Jänner 1943 zum General der Infanterie befördert. Bald darauf erschien im Heeres-Verordnungsblatt ein kurzer Nachruf.
Im Kremser Stadtpark befindet sich ein Denkmal für Karl Eibl.

## Auszeichnungen (Auszug)
- Orden der Eisernen Krone III. Klasse, Kriegsdekoration mit Schwertern
- Österreichisches Militärverdienstkreuz III. Klasse, Kriegsdekoration mit Schwertern
- Silberne Militärverdienstmedaille am Bande des Militärverdienstskreuzes mit Schwertern
- Bronzene Militärverdienstmedaille am Bande des Militärverdienstskreuzes mit Schwertern
- Österreichische Verwundetenmedaille mit zwei Streifen
- Österreichisches Karl-Truppenkreuz
- Wehrmacht-Dienstauszeichnungen
- Infanterie-Sturmabzeichen
- Ritterkreuz des Eisernen Kreuzes am 15. August 1940[9]
- Ehrenblatt des deutschen Heeres am 8. August 1941[4]
- Ritterkreuz des Eisernen Kreuzes mit Eichenlaub am 31. Dezember 1941[9]
- Medaille Winterschlacht im Osten am 15. August 1942
- Ritterkreuz des Eisernen Kreuzes mit Eichenlaub und Schwertern am 19. Dezember 1942[9]